# Richard Hartmann (Theologe)

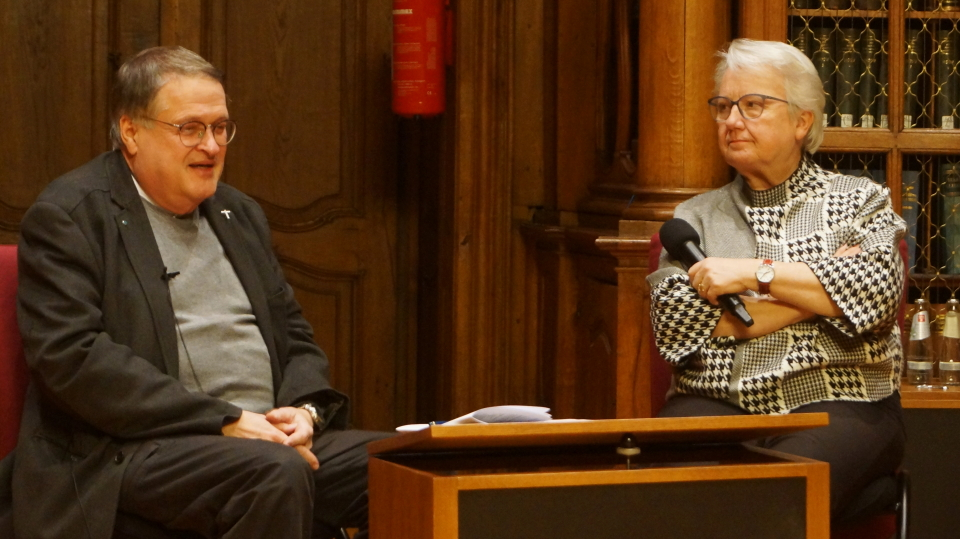
Richard Hartmann mit Annette Schavan, 2022

Richard Hartmann (* 19. Juli 1958 in Bensheim) ist ein deutscher römisch-katholischer Theologe.

## Leben
Hartmann studierte römisch-katholische Theologie in Mainz, Tübingen und Würzburg und wurde 1983 in Mainz zum Priester geweiht. 1988 wurde er mit einer unter Anleitung von Rolf Zerfaß betreuten Arbeit zum Doktor der Theologie promoviert. Hartmann habilitierte sich 2000 in Tübingen bei Ottmar Fuchs und erhielt die Venia Legendi für Pastoraltheologie und Homiletik. Von 2002 bis zu seiner Emeritierung 2023 war er Professor für Pastoraltheologie und Homiletik an der Theologischen Fakultät Fulda, die er 2004 bis 2008 als Rektor leitete. Von 2009 bis 2019 war Hartmann Vorsitzender der Konferenz der deutschsprachigen Pastoraltheologen und Pastoraltheologinnen e.V.

## Schriften (Auswahl)
- Kirche in der Arbeitswelt: Der Diakon im Zivilberuf, Herder 2015, ISBN 978-3-451-31564-0
- Soldatenfamilien im Stress: Kriegseinsätze als Herausforderung für die Militärseelsorge (zusammen mit Michael Gmelch), Würzburg 2014, ISBN 978-3-429-03734-5
- Was kommt nach der Pfarrgemeinde, Würzburg 2013, ISBN 978-3-429-03625-6
- Die Würzburger Synode: Die Texte neu gelesen (zusammen mit Reinhard Feiter und Joachim Schmiedl). Freiburg 2013, ISBN 978-3-451-30713-3
- Bilderwechsel: Kirche - herausgefordert durch ländlich Räume. Würzburg 2012, ISBN 978-3-429-03544-0
- Ortsbestimmungen: Der Diakonat als kirchlicher Dienst (zusammen mit Franz Regen und Stefan Sander). Frankfurt 2009. ISBN 978-3-7820-0915-7
- Verantwortet Kirche sein - hier und heute, (gemeinschaftlich mit Jörg Disse), Fulda 2009
- Liebe als Auftrag. Anstöße für die Spiritualität und seelsorgliche Praxis der Kirche, Echter Verlag, Würzburg 2007, ISBN 3-429-02943-0
- In der Sorge um die Priester und das ganze Gottesvolk. Anfragen - Erfahrungen - Positionen,  Matthias-Grünewald-Verlag, Ostfildern 2007, ISBN 3-7867-2690-6
- Verspielen wir das Erbe des hl. Bonifatius? Theologische Betrachtungen aus Anlass seines 1250. Todestages, (gemeinschaftlich mit Andreas Odenthal, Bernd Goebel, Jörg Disse), Fulda 2005
- Kirche und Gemeinde: Wie kommen Christen zusammen? Theologische Überlegungen zum Pastoralen Prozess im Bistum Fulda (gemeinschaftlich mit Karlheinz Diez, Christoph G. Müller und Andreas Odenthal), Fulda 2004
- Anschub : Starthilfe für eine zu verändernde Kirche, Fulda 2003